# Municipio de Custer (condado de Custer)
El municipio de Custer (en inglés: Custer Township) es un municipio ubicado en el condado de Custer en el estado estadounidense de Nebraska. En el año 2010 tenía una población de 101 habitantes y una densidad poblacional de 0,73 personas por km².

## Geografía
El municipio de Custer se encuentra ubicado en las coordenadas 41°15′47″N 99°48′24″O / 41.26306, -99.80667. Según la Oficina del Censo de los Estados Unidos, el municipio tiene una superficie total de 139.27 km², de la cual 139,27 km² corresponden a tierra firme y (0 %) 0 km² es agua.

## Demografía
Según el censo de 2010, había 101 personas residiendo en el municipio de Custer. La densidad de población era de 0,73 hab./km². De los 101 habitantes, el municipio de Custer estaba compuesto por el 99,01 % blancos, el 0,99 % eran asiáticos. Del total de la población el 0 % eran hispanos o latinos de cualquier raza.